# Olympische Winterspiele 1964/Teilnehmer (Indien)
| Gelbes Symbol für Goldmedaillen mit stilisierten Olympischen Ringen | Graues Symbol für Silbermedaillen mit stilisierten Olympischen Ringen | Braundes Symbol für Bronzemedaillen mit stilisierten Olympischen Ringen |
| ------------------------------------------------------------------- | --------------------------------------------------------------------- | ----------------------------------------------------------------------- |
| —                                                                   | —                                                                     | —                                                                       |

Indien nahm an den Olympischen Winterspielen 1964 in Innsbruck mit einem Athleten teil.
Es war die erste Teilnahme Indiens an Olympischen Winterspielen.

## Teilnehmer nach Sportarten

### Ski Alpin
- Jeremy Bujakowski
Abfahrt, Männer: dnf